# Stephania (planta)
Stephania es un género con 125 especies de plantas de flores perteneciente a la familia Menispermaceae. Nativo  del sur, este y sudoeste de  Asia hasta Nueva Guinea.

## Especies seleccionadas
| - Stephania abyssinica - Stephania aculeata - Stephania acuminata - Stephania acuminatissima - Stephania africana - Stephania andamanica - Stephania appendiculata - Stephania australis | - Stephania bancroftii - Stephania borneensis - Stephania brachyandra - Stephania brevipedunculata - Stephania brevipes - Stephania bullulata - Stephania burmanni - Stephania tetrandra |